# Sanierung von Norrmalm

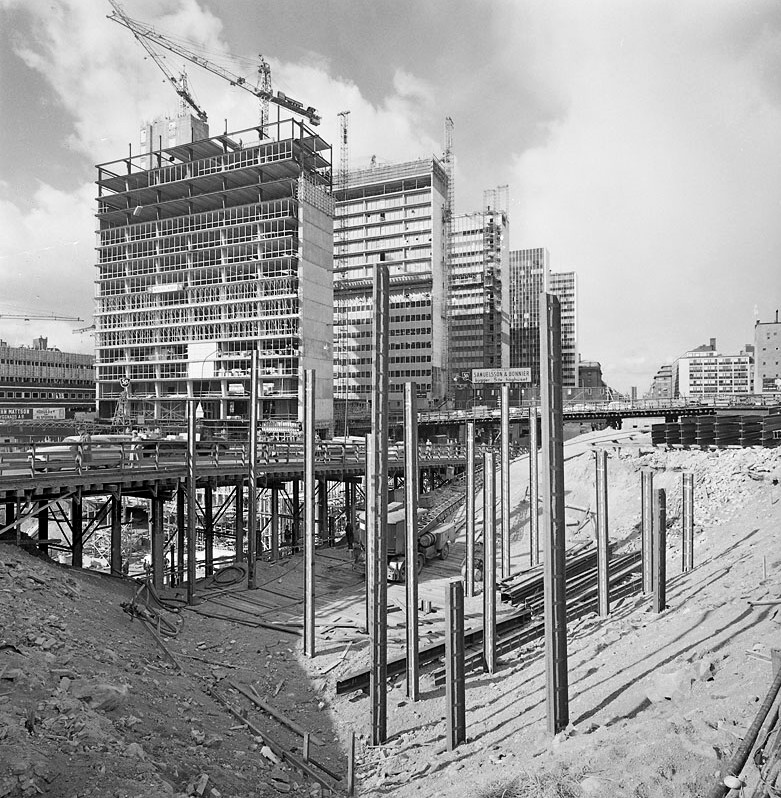
Die fünf Cityhochhäuser 1964

Die Sanierung von Norrmalm (schwedisch: Norrmalmsregleringen) war die städtebauliche Neugestaltung Norrmalms, der Stockholmer City, die 1945 von der Stadt beschlossen und von 1952 bis in die 1970er Jahre durchgeführt wurde. Im Zuge der Sanierung wurden etwa 750 Gebäude abgerissen und die gesamte Infrastruktur sowie große Teile der Bebauung des Stadtteils erneuert.
Die Neugestaltung von Norrmalm war das größte schwedische Städtebauprojekt des 20. Jahrhunderts, sie wurde kritisiert und bewundert, sowohl in Schweden als auch im Ausland. Sie zählte zu den umfassendsten Innenstadtsanierungen, die in der europäischen Nachkriegszeit durchgeführt wurden, einschließlich der Städte, die während des Zweiten Weltkrieges weitgehend zerstört worden waren. Einer der maßgeblichen Politiker hinter der Norrmalmsgegleringen war der Stockholmer Kommunalrat (borgarråd) Yngve Larsson.

## Geschichte

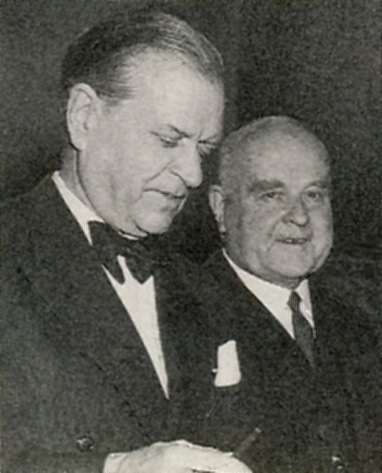
Sven Markelius (links) und Albert Lilienberg ca. 1954

Die Idee, Norrmalms Städteplan neu zu gestalten und den Sveavägen als Nord-Süd-Achse zu verbreitern und bis zum Stockholmer Schloss in der Altstadt zu verlängern, gab es schon lange, bevor die Sanierung von Norrmalm beschlossen wurde. Schon im 18. Jahrhundert hatte Gustav III. die Vision, ein geplantes Schloss im Hagapark durch eine Sichtachse via den Sveavägen mit dem Stadtschloss optisch zu verbinden, eine Strecke von etwa fünf Kilometern Luftlinie. Sein Architekt Nicodemus Tessin d. J. sollte den Plan verwirklichen. Dazu kam es aber aufgrund der Ermordung Gustavs III. 1792 nicht.

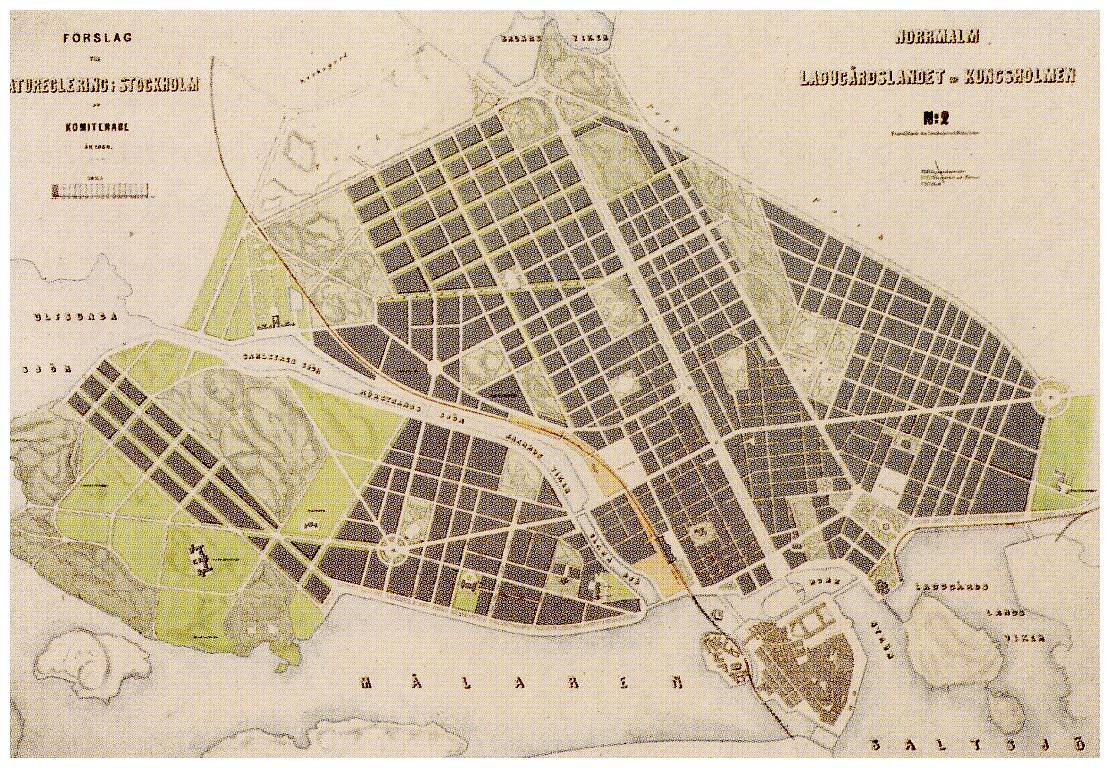
Lindhagens Plan für Norrmalm und Kungsholmen in Stockholm 1866

Im Jahr 1866 präsentierte der Bau-Politiker Albert Lindhagen einen Generalplan, der Licht, Luft und Grünanlagen in den dicht bebauten Stadtteil bringen sollte. Er machte den Vorschlag, den Sveavägen zu einer 70 Meter breiten Prachtstraße auszubauen, vom Brunnsviken im Norden zum Stadtschloss im Süden, gleich einer Champs-Elysées. Der Einfluss von Georges-Eugène Haussmann und den großen städtebaulichen Veränderungen in Paris war deutlich. Der Lindhagen-Plan wurde in einer etwas abgeschwächten Form beschlossen, aber nur teilweise durchgeführt. Beispielsweise wurde der Sveavägen nur 33 Meter breit und reichte im Süden nur bis zur Kungsgatan. Im Städteplan für Stockholm von 1912 wurde die Verwirklichung der Prachtstraße erneut diskutiert, jedoch nicht in Angriff genommen.
In den 1920er und 1930er Jahren kam die Frage der Neugestaltung erneut auf den Tisch. Inzwischen war der Straßenverkehr stark angestiegen, Eisenbahn- sowie Straßenbahnlinien durchzogen die Stadt, die dafür nicht geplant war, Verkehrsprobleme waren die Folge. Der Hauptteil der Wohnbebauung stammte aus der Zeit von vor 1900 und oftmals unmodern eingerichtet, d. h. ohne Bad, WC und ohne fließend Kalt- und Warmwasser in der Wohnung.
Um freie Hand für die Neugestaltung zu haben, hatte die Stadt seit den 1930er Jahren gezielt Immobilien im betroffenen Stadtgebiet aufgekauft. Weitere Gebäude unterlagen einem Bauverbot. Beides führte dazu, dass die alte Bausubstanz mehr und mehr verfiel.

## Der Wettbewerb 1932
In den 1930er und 1940er Jahren war der Zeitgeist in Schweden von Zukunftsoptimismus geprägt und die funktionalistischen Gedanken hatten mit der Stockholmer Ausstellung 1930 im Land Fuß gefasst. Der 1928 neu ernannte Stockholmer Stadtbaudirektor Albert Lilienberg gab dem alten Plan einer breiten Prachtstraße in Nord-Süd-Richtung neues Leben, diesmal von New York inspiriert mit neun Wolkenkratzern im Art-déco-Stil.
Im Jahr 1932 schrieb die Stadt einen internationalen Architekturwettbewerb für die Neugestaltung des Stockholmer Stadtkerns aus. Es wurden über 350 Beiträge eingereicht, unter anderem vom Schweizer Le Corbusier, dem Finnen Alvar Aalto und dem Schweden Sigurd Lewerentz. Deren Vorschläge sahen einen umfassenden Abriss der Stadt vor und nahmen wenig Rücksicht auf befindliche städtebauliche Voraussetzungen. Der Wettbewerb brachte das Projekt „Norrmalmsreglering“ nicht weiter. Die Frage wurde in der Zwischenkriegszeit leidenschaftlich von Architekten und Politikern diskutiert.

## Der Beschluss 1945
Der Zweite Weltkrieg verzögerte zwar das Projekt, aber die Baubehörde legte weiterhin Pläne und Modelle vor und prüfte die künftige Bebauung und Infrastruktur. 1944 beschloss die Stadt den Generalplan für die Sanierung der Innenstadt. Der Plan umfasste unter anderem die Vereinigung der nördlichen mit den südlichen U-Bahnlinien, den Abbruch und kompletten Neubau des Zentrums mit fünf Hochhäusern und die Verlängerung des Sveavägen nach Süden zur Hamngatan, dem künftigen Sergels torg, jedoch nicht bis zum Schloss.

## Durchführung

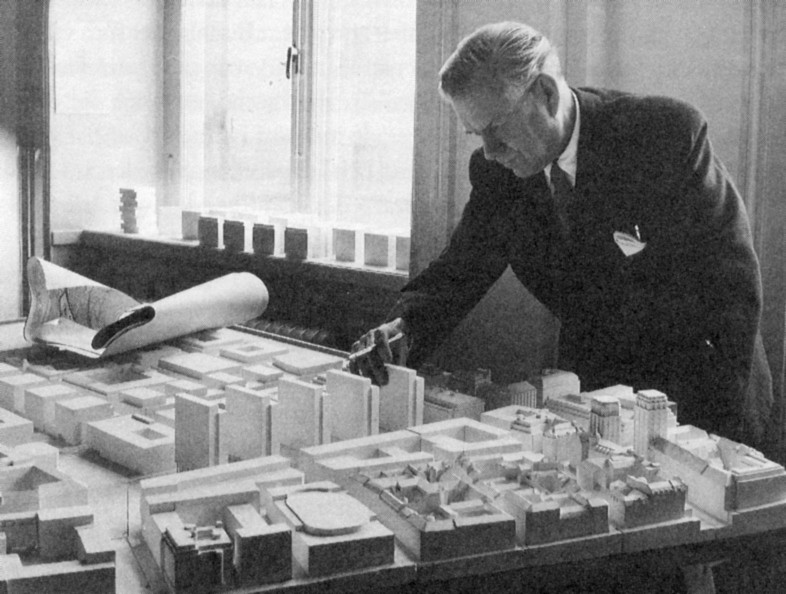
Sven Markelius 1954 mit dem Modell von Norrmalm

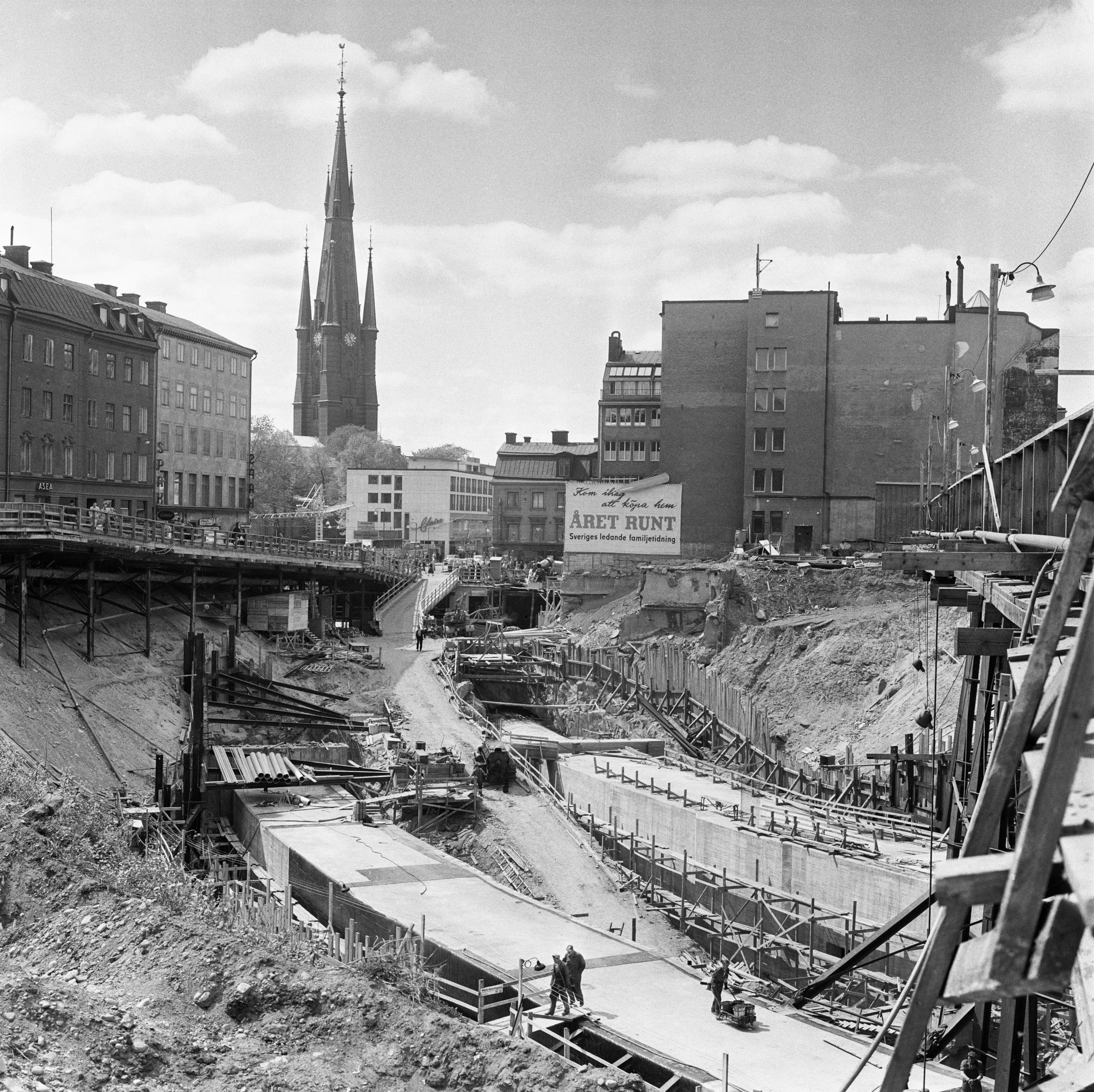
Bauarbeiten für die U-Bahn 1957

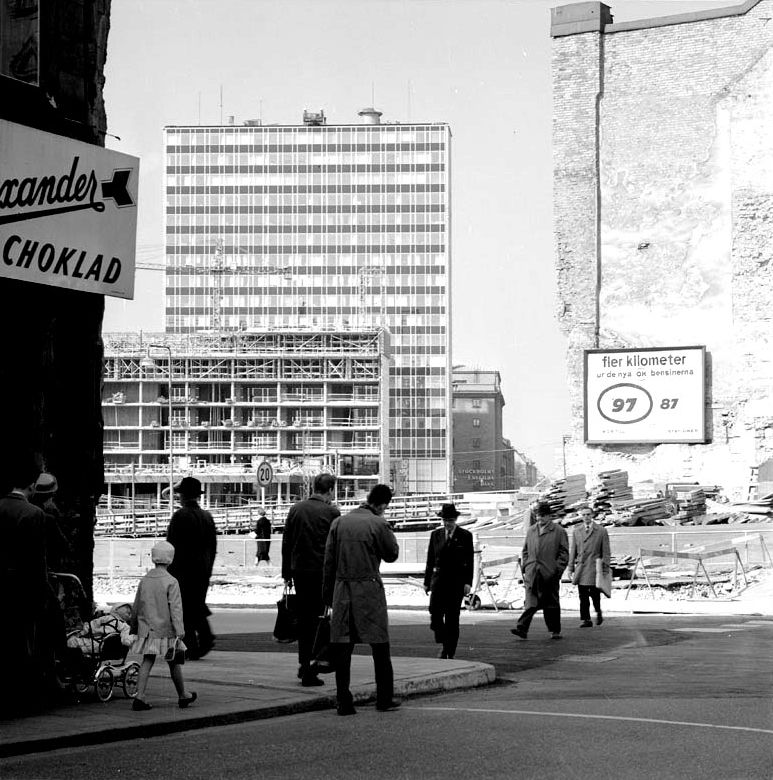
Bauarbeiten, Sergels torg 1959

Albert Lilienberg ging 1944 in Pension, sein Nachfolger auf dem Posten des Stadtbaudirektors wurde der renommierte Architekt Sven Markelius. Seine Aufgabe war es, den beschlossenen Stadtkernplan zu verwirklichen. Mit Kriegsende 1945 begann die ernsthafte Planung für die „Norrmalmsreglering“. Markelius stellte ein Team aus Architekten und Verkehrsplanern zusammen, der Architekt David Helldén machte sich an die Gestaltung der Bebauung. Das Projekt wurde in fünf Bauphasen aufgeteilt, wobei die fünfte und letzte Etappe bis in die 1980er Jahre reichen sollte.
Markelius wollte einen Architektenwettbewerb für die Bebauung der ersten Bauetappe, was jedoch von der Stadt mit der Begründung abgelehnt wurde, dass die Frage der Neugestaltung von Stockholms Innenstadt lange genug diskutiert worden war. So wurden die Aufträge an bekannte schwedische Architekturbüros vergeben. Unter ihnen Sven Markelius selbst, sowie die Büros von Backström & Reinius, David Helldén und Anders Tengbom.
Im März 1952 begannen die Abbrucharbeiten, sie betrafen etwa 750 Gebäude. Es gab umfassende Schachtarbeiten für neue Straßenverläufe, für einen Stadtautobahn-Tunnel, für die U-Bahn und für eine umfassende unterirdische Versorgungsstruktur. Zahlreiche kulturhistorisch wertvolle Bauten fielen der Abrissbirne zum Opfer und die Innenstadt war 14 Jahre lang ein Baugebiet. 1957 konnte die U-Bahn erstmals ohne Unterbrechung von den südlichen Vororten der Stadt in die nördlichen fahren. Der nördliche Teil des Sergels torg und die fünf Hochhäuser mit angrenzender Bebauung wurden 1966 eingeweiht.
Für die nächste Bauphase, die das Stadtgebiet südlich des Sergels torg berührte, schrieben die Stadt und die Schwedische Reichsbank einen Wettbewerb aus. Architekt Peter Celsing bekam den Zuschlag, das Kulturhaus (Kulturhuset) und das neue Haus der Reichsbank (Riksbankshuset) zu entwerfen. Mit Fertigstellung des Hauses für die Reichsbank 1976 war die zweite Bauetappe abgeschlossen.

## Kritik
Unterdessen wurde vielerseits Kritik laut, die 1971 im so genannten Ulmenkrieg gipfelte. Kulturpersönlichkeiten wie der Schriftsteller Per Anders Fogelström und der Musiker Cornelis Vreeswijk verurteilten den „Abrisswahnsinn“ und die Vorgehensweise der Politiker. Die Kritik bezog sich hauptsächlich auf die „sterile und geschichtslose Architektur“. Der Zeitgeist war nicht mehr der der 1940er Jahre, als die Beschlüsse gefasst wurden. Die umfassende Kritik führte dazu, dass die ursprünglich geplanten Bauphasen 3 bis 5 nicht durchgeführt wurden.

## Bildgalerie
Bilder der Stockholmer City vom heute:

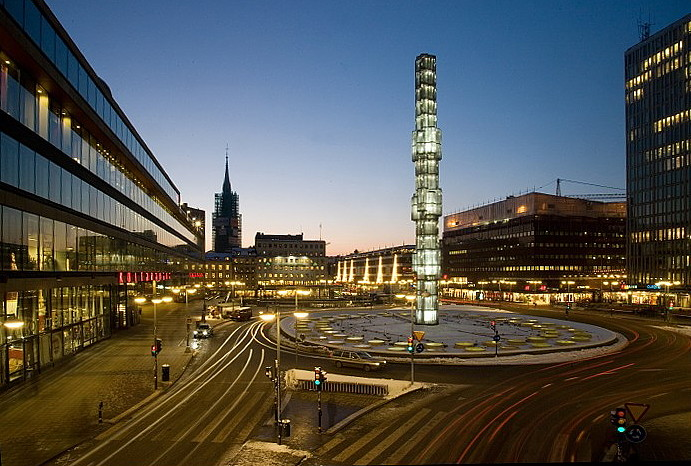
Sergels torg im Winter 2006.
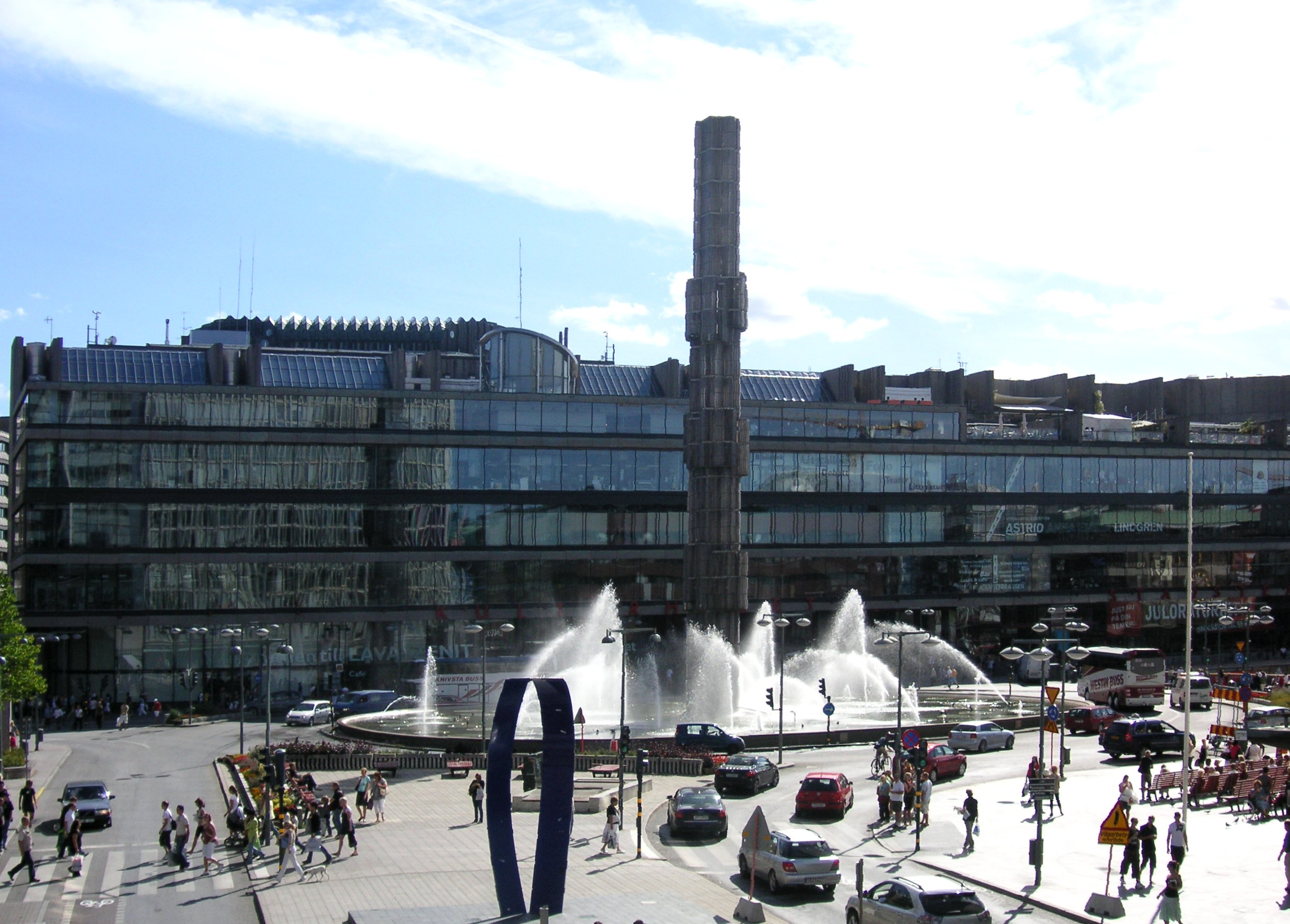
Kulturhuset im Sommer 2007.
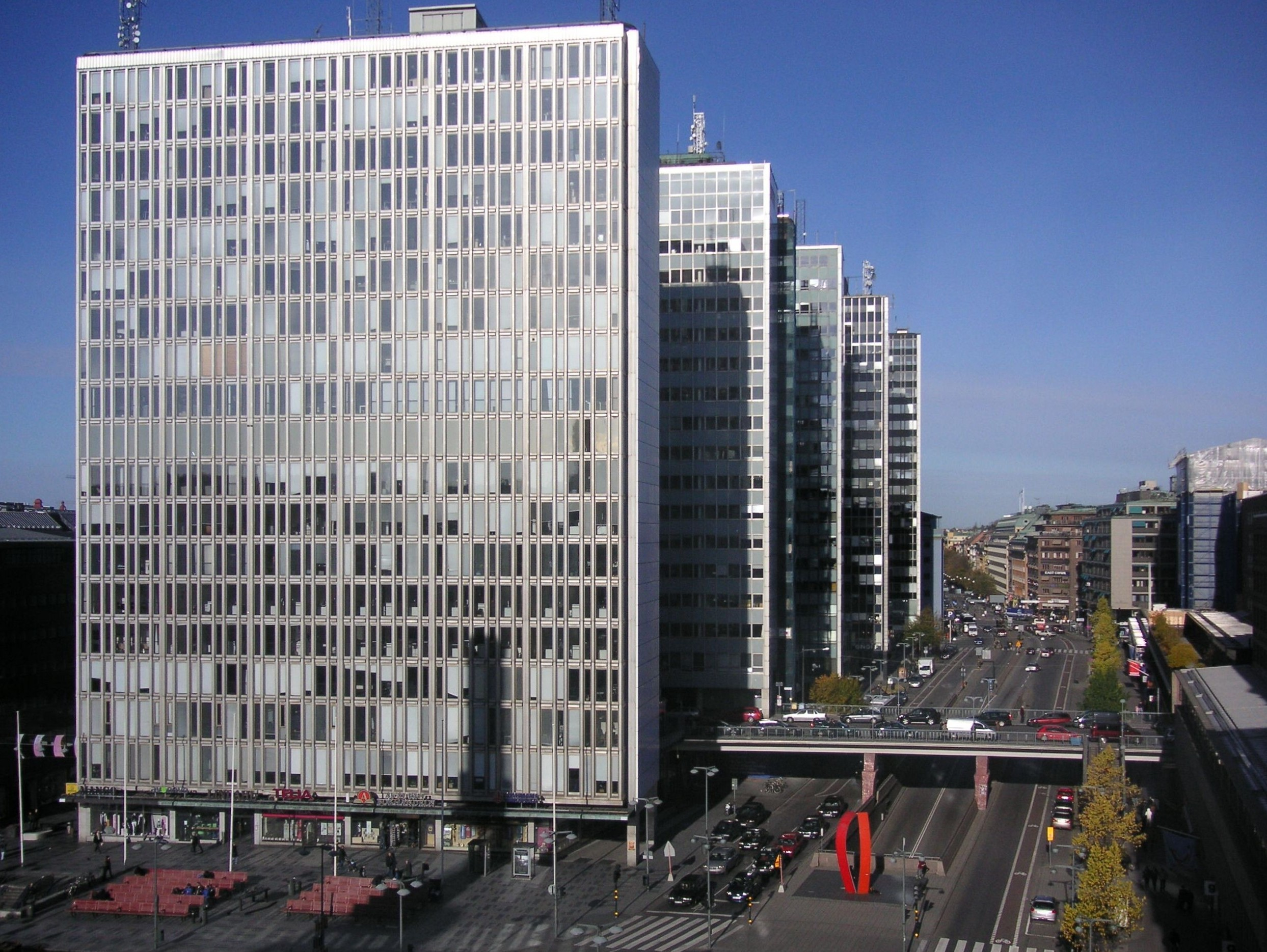
Die fünf Cityhochhäuser 2007
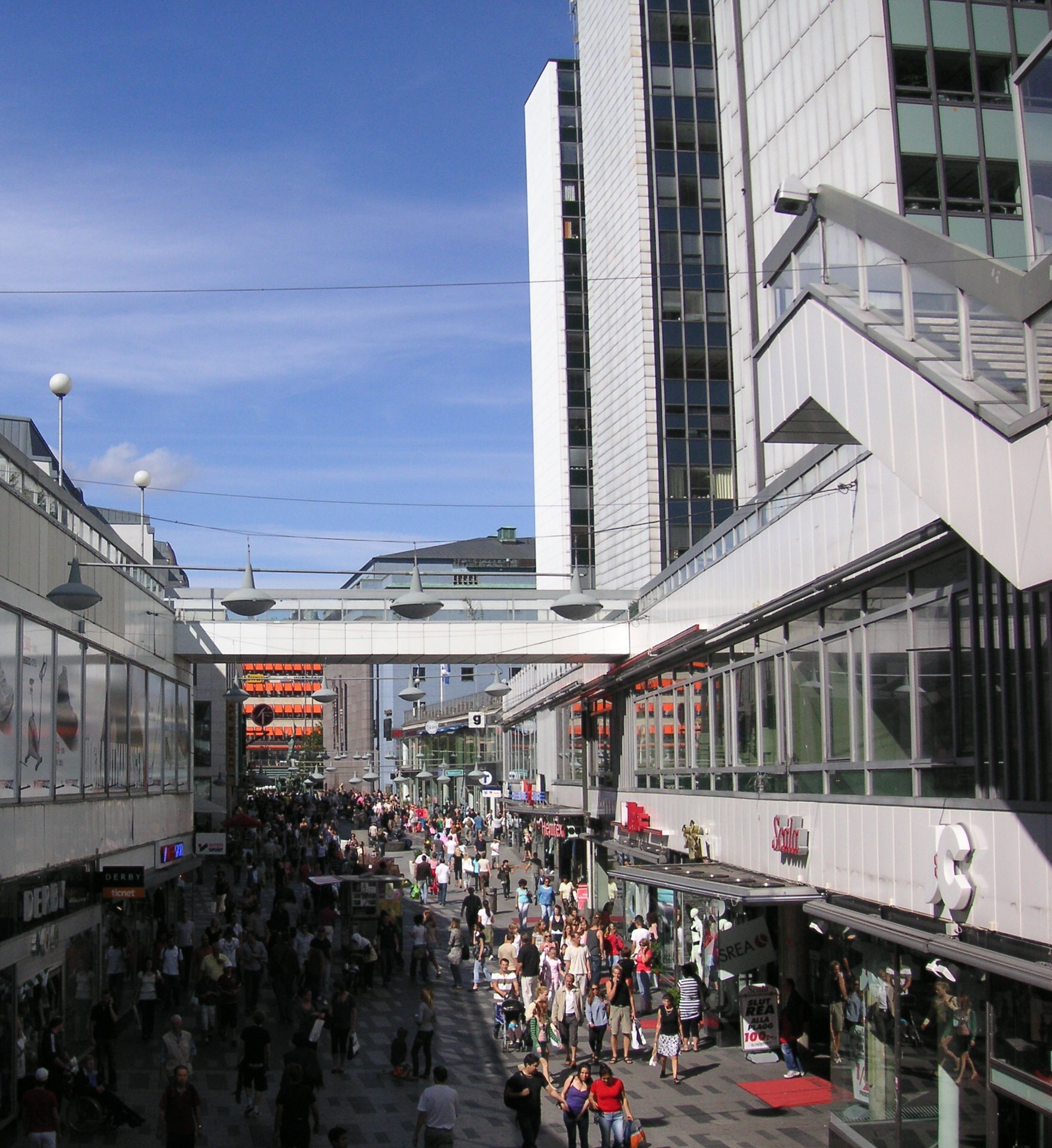
Hötorgscity im Sommer 2007.